# Бендерский район
Бенде́рский райо́н (молд. raionul Benderi, молд. районул Бендерь) — административно-территориальная единица Молдавской ССР, существовавшая с 11 ноября 1940 года по 30 марта 1962 года.

## История
Как и большинство районов Молдавской ССР, образован 11 ноября 1940 года, центр — город Бендеры. До 16 октября 1949 года находился в составе Бендерского уезда, после упразднения уездного деления перешёл в непосредственное республиканское подчинение.
С 31 января 1952 года по 15 июня 1953 года район входил в состав Тираспольского округа, после упразднения окружного деления вновь перешёл в непосредственное республиканское подчинение.
30 марта 1962 года Бендерский район был ликвидирован, его территория в основном разделена между соседними Каушанским и Новоаненским районами, небольшая часть была передана в управление левобережному Тираспольскому району. Город Бендеры стал самостоятельной административной единицей.

## Административное деление
По состоянию на 1 марта 1961 года в район входили 1 город (Бендеры) и 11 сельсоветов: Балмазский, Варницкий, Гура-Быкулуй, Гырбовецкий, Гысковский, Кицканский, Копанский, Ларгский, Протягайловский, Танатарский и Хаджимусский.